# Tramlijn Oldenzaal - Denekamp
De tramlijn Oldenzaal - Denekamp was een stoomtramlijn in Overijssel van Oldenzaal naar Denekamp. 

## Geschiedenis
De tramlijn is aangelegd door de Nederlandsch-Westfaalsche Stoomtram-Maatschappij (NWSM) en geopend op 18 juli 1903. Deze lokaalspoorlijn is aangelegd voor het vervoer van arbeiders en goederen van en naar de textielfabrieken in Twente. De lijn werd geëxploiteerd door de Hollandsche IJzeren Spoorweg-Maatschappij (HSM) en vanaf 1 januari 1938 door de Nederlandsche Spoorwegen (NS). Oorspronkelijk wilde men een doorgaande lijn aanleggen van Denekamp via Oldenzaal en Losser naar Gronau, waar aansluiting zou zijn op het Duitse spoorwegnet. De rechtstreekse verbinding tussen Gronau en Denekamp werd echter in Oldenzaal 'geknipt'. De kruising van de spoorlijn Hengelo - Bentheim was te duur. Het station voor de lijn uit Gronau werd Oldenzaal EO, ten zuiden van de lijn Hengelo - Bentheim, waar ook de treinen naar Enschede vertrokken. De trams naar Denekamp vertrokken van het stationsplein voor station Oldenzaal AS aan de lijn Hengelo - Bentheim.
Het personenvervoer op het traject Oldenzaal - Denekamp werd gestaakt op 15 mei 1936. Goederenvervoer vond nog wel plaats. De Tweede Wereldoorlog luidde echter het einde van de lijn in. De NS moest vijfhonderd kilometer spoor en dwarsliggers afgeven aan de Duitse bezetter en het bedrijf koos onder meer voor een groot deel van deze lijn. Op 23 juli 1942 staakte NS ook de goederendienst naar Denekamp. Bijna direct na de sluiting begon de opbraak. Alleen een klein stukje van de lijn, van Oldenzaal (AS) naar Oldenzaal Bentheimerstraat, zou tot 15 juli 1957 voor goederenvervoer behouden blijven.

## Galerij

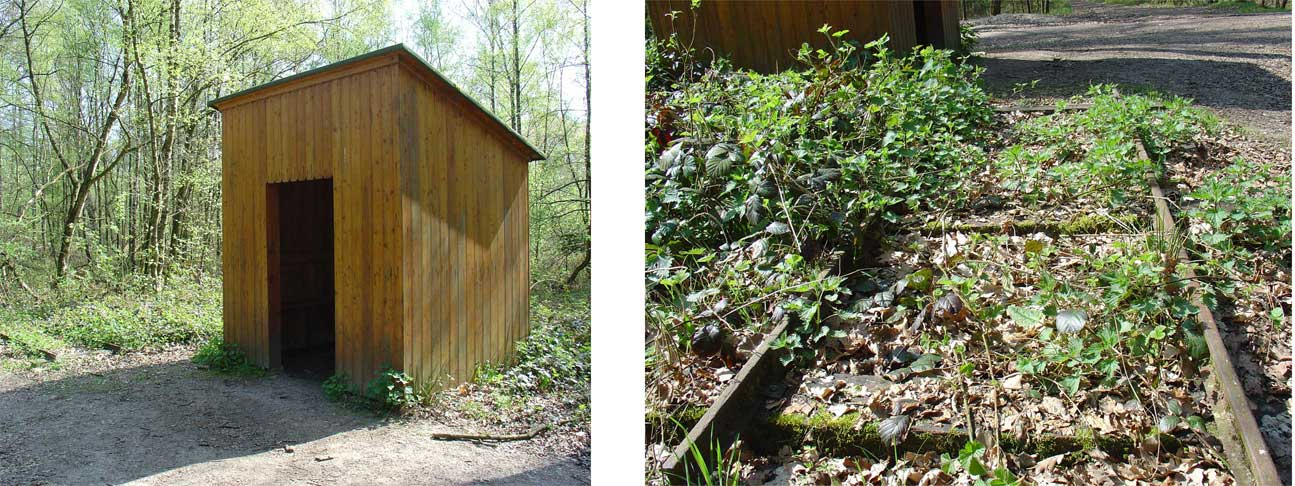
Gerenoveerd wachthuisje "de Voltherhalte" van de voormalige stoomtramlijn Denekamp-Oldenzaal, met rechts een restant van de oude rails
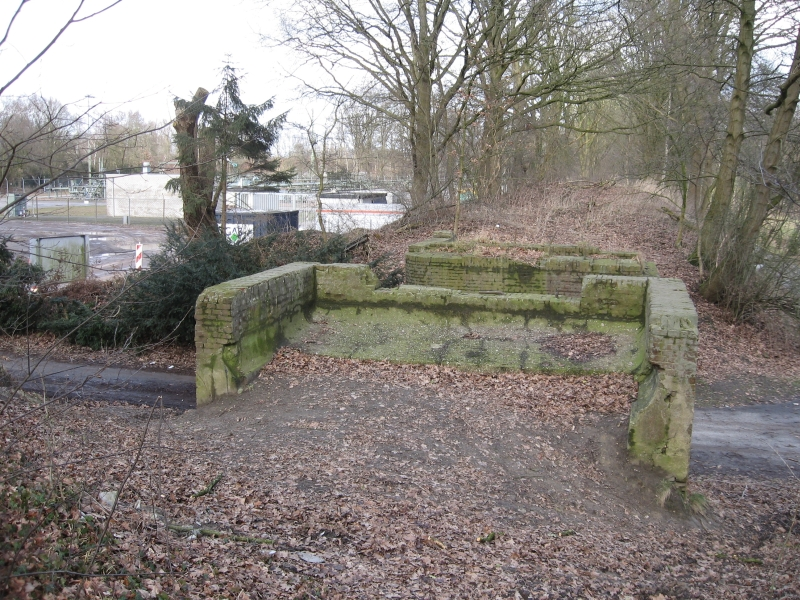
Overblijfselen van een viaduct in de tramlijn ten noorden van Oldenzaal.
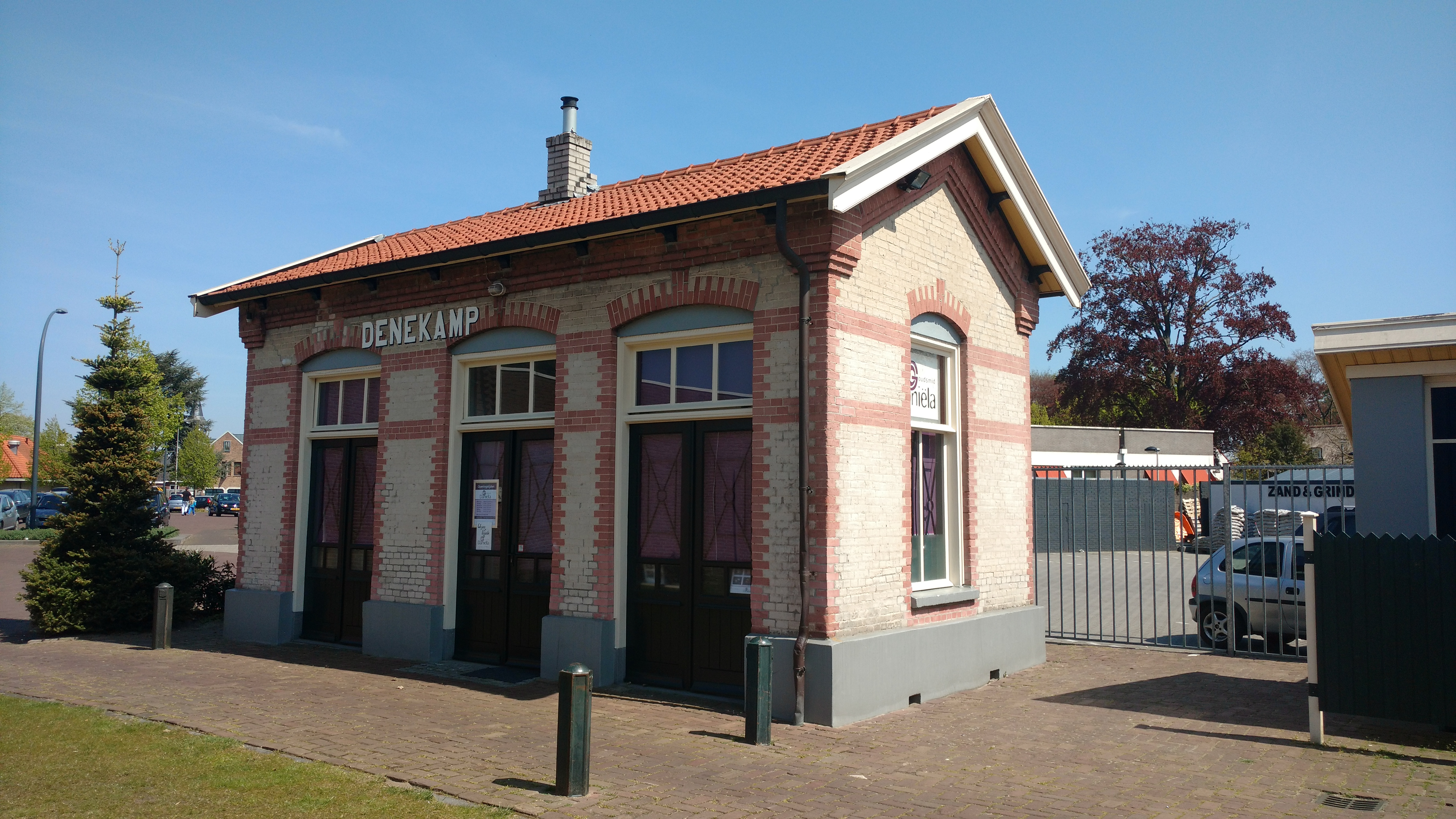
Het voormalig tramstation in Denekamp

0,0: Oldenzaal AS ·
1,0: Bentheimerstraat (Stad) ·
4,1: Rossum ·
5,6: Volthe ·
7,9: Beuningen ·
9,0: Dinkeloord ·
10,0: Denekamp